# 연행일록.연행별장외명현통찰
연행일록.연행별장외명현통찰(燕行日錄.燕行別章外名賢筒札)은 대한민국 경기도 용인시 기흥구 경기도박물관에 있는, 조선 후기의 문신인 조영복(1672∼1728)이 북경을 다녀올 때 쓴 친필일기와 동료 대신들과 주고 받은 송별시 및 편지 등을 모아 만든 것이다. 1988년 12월 2일 경기도의 유형문화재 제134호로 지정되었다.

## 개요
조선 후기의 문신인 조영복(1672∼1728)이 북경을 다녀올 때 쓴 친필일기와 동료 대신들과 주고 받은 송별시 및 편지 등을 모아 만든 것이다.
조영복은 1714년 예천군수로 있으면서 문과에 급제하여 정언, 헌납 등의 벼슬을 지내고 동래부사를 거쳐 도승지를 지냈다. 이인좌의 난이 일어나자 한성부우윤이 되었고 난이 평정된 뒷 벼슬길에서 물러났다. 서예에도 뛰어난 인물이었다.
『연행일록』은 숙종 45년(1719) 11월부터 숙종 46년(1720) 3월까지 북경을 다녀올 때 그가 직접 쓴 일기로, 1책 64장으로 되어 있다. 내용은 대궐에서 국왕을 뵙고 모화관에서 출발한 이후 북경으로 갈 때까지의 사실들, 각 지방의 인정과 풍속, 청나라 국경을 지나 북경에 도착하여 귀국할 때까지의 사실 등이 기록되어 있다.
『연행별장』은 북경으로 떠나기 전 숙종 45년(1719) 10월말부터 11월초 사이 동료, 중신들과 주고 받은 송별시를 모아 놓은 책이다. 원래는 2책이었던 것으로 보이나 현재는 1책만이 남아 있다.
『명현간찰』은 당시 노론의 대신 4명 및 기호지방 명현들과 주고 받은 편지를 모아 놓은 것이다. 편지 1건을 1첩(帖)씩 만든 것으로, 34건 35장이다.
조영복의 교유상황은 물론 명현들의 필적을 연구할 수 있는 좋은 자료이다. 또한『연행일록』은 청나라와의 외교관계와 당시 우리나라 지방 풍속을 잘 살필 수 있는 좋은 자료이다.

## 참고 문헌
- 연행일록.연행별장외명현통찰 - 국가유산청 국가유산포털